# Réserves naturelles du Québec
Pour un article plus général, voir Aires protégées du Québec.
Une réserve naturelle est un terrain privé reconnu par le Ministère de l'Environnement et de la Lutte contre les changements climatiques.  
En vertu de la Loi sur la conservation du patrimoine naturel adoptée le 18 décembre 2002, une propriété privée peut être reconnue comme réserve naturelle si ses caractéristiques, qu'elles soient biologiques, écologiques, fauniques, floristiques, géologiques, géomorphologiques ou paysagères, présentent un intérêt qui justifie sa conservation. 

## Liste des réserves naturelles
La liste suivante répertorie les réserves naturelles du Québec,.
| Nom                                                               | Localisation                                  | Région                        | Date de reconnaissance | Superficie (km2) | Coordonnées                  |
| ----------------------------------------------------------------- | --------------------------------------------- | ----------------------------- | ---------------------- | ---------------- | ---------------------------- |
| Réserve naturelle Alfred-Kelly                                    | Piedmont                                      | Laurentides                   | 12 septembre 2012      | 4,6              | 45° 53′ 50″ N, 74° 05′ 16″ O |
| Réserve naturelle Alton-E.-Peck                                   | Saint-Denis-de-Brompton                       | Estrie                        | 3 septembre 2014       | 0,1              | 45° 26′ 53″ N, 72° 05′ 43″ O |
| Réserve naturelle Amala                                           | Sutton                                        | Montérégie                    | 29 septembre 2010      | 0,15             | 45° 06′ 41″ N, 72° 41′ 30″ O |
| Réserve naturelle Annemarie-Zeiss-Kunerth                         | Lac-Brome                                     | Montérégie                    | 5 janvier 2013         | 0,21             | 45° 16′ 09″ N, 72° 33′ 07″ O |
| Réserve naturelle Barbara-Burrowes-Buchanan                       | Bolton-Ouest                                  | Montérégie                    | 5 janvier 2013         | 0,07             | 45° 14′ 01″ N, 72° 27′ 17″ O |
| Réserve naturelle Beauréal                                        | Sainte-Julienne                               | Lanaudière                    | 30 octobre 2013        | 1,62             | 45° 58′ 44″ N, 73° 45′ 56″ O |
| Réserve naturelle Brecht                                          | Lac-Brome                                     | Montérégie                    | 1er mai 2013           | 0,01             | 45° 12′ 41″ N, 72° 33′ 21″ O |
| Réserve naturelle Carmen-Lavoie                                   | Saint-Mathieu-du-Parc                         | Mauricie                      | 16 décembre 2009       | 0,03             | 46° 34′ 58″ N, 72° 56′ 32″ O |
| Réserve naturelle Charles-Gale                                    | Sutton                                        | Montérégie                    | 20 juin 2012           | 0,01             | 45° 05′ 35″ N, 72° 36′ 59″ O |
| Réserve naturelle Claudia-Duchâteau                               | Chute-Saint-Philippe                          | Laurentides                   | 2 mars 2016            | 1,02             | 46° 39′ 59″ N, 75° 16′ 36″ O |
| Réserve naturelle Colby                                           | Lac-Brome                                     | Montérégie                    | 1er mai 2013           | 0,02             | 45° 13′ 19″ N, 72° 31′ 15″ O |
| Réserve naturelle David-Schwartz                                  | Bolton-Ouest                                  | Montérégie                    | 20 novembre 2013       | 0,46             | 45° 13′ 45″ N, 72° 25′ 34″ O |
| Réserve naturelle Deborah-Stairs                                  | Lac-Brome                                     | Montérégie                    | 1er mai 2013           | 0,11             | 45° 12′ 05″ N, 72° 33′ 06″ O |
| Réserve naturelle de l'Abbaye-Cistercienne-de-Rougemont           | Québec                                        | Montérégie                    | 20 août 2008           | 0,5              | 45° 27′ 27″ N, 73° 03′ 31″ O |
| Réserve naturelle de l'Académie-des-Sacrés-Cœurs                  | Saint-Bruno-de-Montarville                    | Montérégie                    | 15 juin 2016           | 0,05             | 45° 32′ 46″ N, 73° 18′ 10″ O |
| Réserve naturelle de l'Alvar-d'Aylmer                             | Gatineau                                      | Outaouais                     | 9 mars 2011            | 0,43             | 45° 26′ 31″ N, 75° 52′ 15″ O |
| Réserve naturelle de l'Annedda                                    | Ulverton                                      | Estrie                        | 28 mai 2003            | 0,05             | 45° 44′ 01″ N, 72° 13′ 30″ O |
| Réserve naturelle de l'Anse-Ross                                  | Lévis                                         | Chaudière-Appalaches          | 8 juillet 2015         | 0,12             | 46° 42′ 32″ N, 71° 23′ 15″ O |
| Réserve naturelle de l'Archipel-du-Mitan                          | Laval                                         | Laval                         | 13 décembre 2006       | 0,7              | 45° 41′ 10″ N, 73° 32′ 17″ O |
| Réserve naturelle de l'Échappée-Belle                             | Québec                                        | Capitale-Nationale            | 10 février 2010        | 0,01             | 46° 51′ 37″ N, 71° 24′ 57″ O |
| Réserve naturelle de l'Envol                                      | Grandes-Piles                                 | Mauricie                      | 29 septembre 2004      | 0,15             | 46° 42′ 50″ N, 72° 44′ 50″ O |
| Réserve naturelle de l'Estuaire-de-la-Petite-Rivière-Cascapédia   | New Richmond                                  | Gaspésie–Îles-de-la-Madeleine | 30 octobre 2013        | 1,37             | 48° 09′ 52″ N, 65° 50′ 35″ O |
| Réserve naturelle de l'Estuaire-de-la-Rivière-York                | Gaspé                                         | Gaspésie–Îles-de-la-Madeleine | 21 juin 2006           | 0,09             | 48° 49′ 49″ N, 64° 35′ 06″ O |
| Réserve naturelle de l'Île-aux-Basques-et-des-Razades             | Notre-Dame-des-Neiges Saint-Simon-de-Rimouski | Bas-Saint-Laurent             | 31 août 2005           | 0,91             | 48° 08′ 32″ N, 69° 15′ 00″ O |
| Réserve naturelle de l'Île-aux-Pommes                             | L'Isle-Verte                                  | Bas-Saint-Laurent             | 19 mai 2004            | 0,24             | 48° 06′ 23″ N, 69° 19′ 19″ O |
| Réserve naturelle de l'Île-Beauregard                             | Verchères                                     | Montérégie                    | 9 avril 2002           | 0,5              | 45° 45′ 00″ N, 73° 25′ 00″ O |
| Réserve naturelle de l'Île-Bonfoin                                | Montréal                                      | Montréal                      | 12 octobre 2005        | 0,14             | 45° 42′ 05″ N, 73° 29′ 50″ O |
| Réserve naturelle de l'Île-de-Grâce                               | Sainte-Anne-de-Sorel                          | Montérégie                    | 13 juillet 2011        | 0,08             | 46° 05′ 16″ N, 73° 02′ 10″ O |
| Réserve naturelle de l'Île-Jeannotte                              | Saint-Charles-sur-Richelieu                   | Montérégie                    | 3 novembre 2015        | 0,12             | 45° 38′ 57″ N, 73° 12′ 04″ O |
| Réserve naturelle de l'Île-Kettle                                 | Gatineau                                      | Outaouais                     | 20 mars 2013           | 1,85             | 45° 28′ 13″ N, 75° 39′ 11″ O |
| Réserve naturelle de l'Île-Longue                                 | Stanstead                                     | Estrie                        | 21 juin 2006           | 0,11             | 45° 03′ 58″ N, 72° 16′ 07″ O |
| Réserve naturelle de l'Îlet-du-Moulin-à-Vent-de-Contrecœur        | Contrecœur                                    | Montérégie                    | 25 février 2004        | 0,02             | 45° 52′ 48″ N, 73° 13′ 22″ O |
| Réserve naturelle de la Baie-des-Brises                           | Saint-Stanislas-de-Kostka                     | Montérégie                    | 28 mars 2012           | 0,3              | 45° 12′ 37″ N, 74° 09′ 31″ O |
| Réserve naturelle de la Baie-des-Mille-Vaches                     | Longue-Rive                                   | Côte-Nord                     | 6 juillet 2011         | 0,23             | 48° 35′ 07″ N, 69° 11′ 41″ O |
| Réserve naturelle de la Coulée-à-Biron                            | Les Cèdres                                    | Montérégie                    | 14 décembre 2005       | 0,01             | 45° 18′ 33″ N, 74° 04′ 11″ O |
| Réserve naturelle de la Coulée-des-Érables                        | Saint-Mathieu-de-Belœil                       | Montérégie                    | 17 décembre 2014       | 0,05             | 45° 37′ 00″ N, 73° 16′ 22″ O |
| Réserve naturelle de la Cumberland                                | Saint-Simon-les-Mines                         | Chaudière-Appalaches          | 23 janvier 2013        | 0,79             | 46° 11′ 31″ N, 70° 38′ 37″ O |
| Réserve naturelle de la Falaise                                   | Sutton                                        | Montérégie                    | 20 juin 2012           | 0,03             | 45° 07′ 44″ N, 72° 30′ 13″ O |
| Réserve naturelle de la Forêt-de-Senneville                       | Senneville                                    | Montréal                      | 6 avril 2011           | 0,17             | 45° 25′ 54″ N, 73° 58′ 00″ O |
| Réserve naturelle de la Forêt-du-Grand-Coteau                     | Rosemère                                      | Laurentides                   | 19 juin 2013           | 0,12             | 45° 39′ 35″ N, 73° 47′ 55″ O |
| Réserve naturelle de la Grande-Tourbière-de-Villeroy              | Villeroy                                      | Centre-du-Québec              | 5 décembre 2012        | 1,12             | 46° 22′ 29″ N, 71° 51′ 01″ O |
| Réserve naturelle de la Grosse-Montagne                           | Saint-André-de-Kamouraska                     | Bas-Saint-Laurent             | 2 décembre 2009        | 0,22             | 47° 41′ 24″ N, 69° 42′ 46″ O |
| Réserve naturelle de la Montagne-de-Rigaud                        | Rigaud                                        | Montérégie                    | 19 mars 2014           | 1,11             | 45° 26′ 11″ N, 74° 19′ 09″ O |
| Réserve naturelle de la Montagne-Rouge                            | Harrington                                    | Laurentides                   | 12 mai 2004            | 1,47             | 45° 56′ 00″ N, 74° 37′ 30″ O |
| Réserve naturelle de la Neigette                                  | Saint-Narcisse-de-Rimouski                    | Bas-Saint-Laurent             | 4 janvier 2012         | 0,8              | 48° 12′ 15″ N, 68° 27′ 30″ O |
| Réserve naturelle de la Plaine-Checkley                           | Sept-Îles                                     | Côte-Nord                     | 3 décembre 2008        | 0,51             | 50° 11′ 35″ N, 66° 34′ 04″ O |
| Réserve naturelle de la Pointe-de-la-Croix                        | Saint-François-de-l'Île-d'Orléans             | Capitale-Nationale            | 28 mai 2003            | 0,12             | 47° 01′ 22″ N, 70° 50′ 10″ O |
| Réserve naturelle de la Pointe-Fontaine                           | Venise-en-Québec                              | Montérégie                    | 29 octobre 2003        | 0                | 45° 03′ 39″ N, 73° 10′ 06″ O |
| Réserve naturelle de la Rivière-à-la-Loutre                       | Saint-Fabien-de-Panet                         | Chaudière-Appalaches          | 27 juillet 2016        | 0,41             | 46° 39′ 48″ N, 70° 05′ 21″ O |
| Réserve naturelle de la Rivière-Bleury                            | Saint-Paul-de-l'Île-aux-Noix                  | Montérégie                    | 8 juillet 2013         | 0,17             | 45° 09′ 43″ N, 73° 16′ 03″ O |
| Réserve naturelle de la Rivière-des-Vases                         | Baie-Saint-Paul                               | Capitale-Nationale            | 4 novembre 2015        | 0,29             | 47° 25′ 28″ N, 70° 30′ 05″ O |
| Réserve naturelle de la Rivière-du-Diable                         | Mont-Tremblant                                | Laurentides                   | 12 mars 2014           | 0,74             | 46° 11′ 34″ N, 74° 35′ 42″ O |
| Réserve naturelle de la Rivière-Fouquette                         | Saint-André-de-Kamouraska                     | Bas-Saint-Laurent             | 13 novembre 2013       | 0,05             | 47° 42′ 12″ N, 69° 42′ 02″ O |
| Réserve naturelle de la Rivière-Malbaie                           | Percé                                         | Gaspésie–Îles-de-la-Madeleine | 26 mars 2014           | 0,18             | 48° 36′ 42″ N, 64° 20′ 25″ O |
| Réserve naturelle de la Rivière-Rouge                             | Rivière-Rouge                                 | Laurentides                   | 4 juin 2018            | 0,38             | 46° 28′ 23″ N, 74° 52′ 37″ O |
| Réserve naturelle de la Serpentine                                | Bolton-Est                                    | Estrie                        | 23 novembre 2012       | 0,35             | 45° 15′ 21″ N, 72° 18′ 11″ O |
| Réserve naturelle de la Station-Agronomique-de-l'Université-Laval | Saint-Augustin-de-Desmaures                   | Capitale-Nationale            | 29 octobre 2014        | 0,14             | 46° 43′ 15″ N, 71° 30′ 01″ O |
| Réserve naturelle de la Tortue-des-Bois-de-la-Shawinigan          | Austin                                        | Estrie                        | 26 mars 2008           | 2,94             | 46° 38′ 30″ N, 72° 56′ 45″ O |
| Réserve naturelle de la Tourbière-de-Millington                   | Austin                                        | Estrie                        | 16 octobre 2013        | 0,43             | 45° 13′ 26″ N, 72° 15′ 56″ O |
| Réserve naturelle de la Tourbière-de-Venise-Ouest                 | Shawinigan Saint-Georges-de-Clarenceville     | Montérégie                    | 20 avril 2011          | 2,23             | 45° 04′ 24″ N, 73° 10′ 04″ O |
| réserve naturelle de la Tourbière-du-Lac-à-la-Tortue              | Venise-en-Québec                              | Montérégie                    | 25 avril 2012          | 15,69            | 46° 32′ 49″ N, 72° 37′ 04″ O |
| Réserve naturelle des Battures-de-Saint-Augustin-de-Desmaures     | Saint-Augustin-de-Desmaures                   | Capitale-Nationale            | 16 novembre 2011       | 3,5              | 46° 43′ 32″ N, 71° 27′ 24″ O |
| Réserve naturelle des Collines-de-Bolton-Est                      | Bolton-Est                                    | Estrie                        | 20 avril 2011          | 1,98             | 45° 12′ 25″ N, 72° 20′ 42″ O |
| Réserve naturelle des Demoiselles                                 | Les Îles-de-la-Madeleine                      | Gaspésie–Îles-de-la-Madeleine | 9 décembre 2009        | 0,14             | 47° 14′ 52″ N, 61° 51′ 22″ O |
| Réserve naturelle des Gaudreau-de-Scottsmore                      | Lac-Brome                                     | Montérégie                    | 21 février 2007        | 0,04             | 45° 10′ 51″ N, 72° 40′ 57″ O |
| Réserve naturelle des Îles-de-la-Dartmouth                        | Gaspé                                         | Gaspésie–Îles-de-la-Madeleine | 7 juillet 2010         | 0,24             | 48° 53′ 15″ N, 64° 34′ 30″ O |
| Réserve naturelle des Marais-du-Nord                              | Québec                                        | Capitale-Nationale            | 4 septembre 2002       | 0,77             | 46° 57′ 35″ N, 71° 23′ 35″ O |
| Réserve naturelle des Milieux-Humides-du-Lac-Litchfield           | Litchfield                                    | Outaouais                     | 19 juin 2013           | 1,07             | 45° 46′ 49″ N, 76° 31′ 26″ O |
| Réserve naturelle des Montagnes-Vertes                            | Memphrémagog Brome-Missisquoi                 | Estrie Montérégie             | 16 décembre 2009       | 68,67            | 45° 06′ 29″ N, 72° 27′ 21″ O |
| Réserve naturelle des Monts-et-Merveilles                         | Saguenay                                      | Saguenay–Lac-Saint-Jean       | 22 décembre 2004       | 0,03             | 48° 26′ 25″ N, 71° 02′ 00″ O |
| Réserve naturelle des Pays-d'en-Haut                              | Sainte-Adèle                                  | Laurentides                   | 16 mai 2012            | 0,08             | 45° 56′ 29″ N, 74° 09′ 00″ O |
| Réserve naturelle des Pointes                                     | Saint-Justin                                  | Mauricie                      | 26 janvier 2011        | 0,25             | 46° 17′ 40″ N, 73° 05′ 25″ O |
| Réserve naturelle des Racines                                     | Saint-Hippolyte                               | Laurentides                   | 7 octobre 2015         | 0,81             | 45° 55′ 07″ N, 73° 56′ 20″ O |
| Réserve naturelle des Rapides-de-Lachine                          | Montréal                                      | Montréal                      | 29 juillet 2009        | 0,51             | 45° 25′ 22″ N, 73° 34′ 45″ O |
| Réserve naturelle des Terres-Noyées-de-la-Rivière-Noire           | Saint-Damien                                  | Lanaudière                    | 31 août 2005           | 0,21             | 46° 19′ 10″ N, 73° 34′ 40″ O |
| Réserve naturelle de Stone Ledge Farm                             | Stukely-Sud                                   | Estrie                        | 29 avril 2009          | 0,43             | 45° 19′ 08″ N, 72° 27′ 27″ O |
| Réserve naturelle de Wild Wood                                    | Potton                                        | Estrie                        | 27 novembre 2013       | 0,06             | 45° 08′ 59″ N, 72° 22′ 45″ O |
| Réserve naturelle du Bois-Angell                                  | Beaconsfield                                  | Montréal                      | 19 octobre 2011        | 0,03             | 45° 25′ 51″ N, 73° 53′ 55″ O |
| Réserve naturelle du Bois-Barré-de-Villieu                        | Lévis                                         | Chaudière-Appalaches          | 24 septembre 2014      | 0,01             | 46° 43′ 20″ N, 71° 19′ 57″ O |
| Réserve naturelle du Bois-de-Brossard                             | Brossard                                      | Montérégie                    | 27 novembre 2013       | 2,3              | 45° 25′ 34″ N, 73° 24′ 38″ O |
| Réserve naturelle du Bois-des-Patriotes                           | Saint-Denis-sur-Richelieu                     | Montérégie                    | 22 avril 2015          | 2,73             | 45° 43′ 41″ N, 73° 04′ 44″ O |
| Réserve naturelle du Boisé-de-l'Équerre                           | Baie-Saint-Paul                               | Capitale-Nationale            | 22 avril 2015          | 0,02             | 47° 26′ 23″ N, 70° 31′ 46″ O |
| Réserve naturelle du Boisé-de-la-Pointe-Saint-Gilles              | Baie-Comeau                                   | Côte-Nord                     | 3 décembre 2008        | 1,1              | 49° 12′ 25″ N, 68° 09′ 02″ O |
| Réserve naturelle du Boisé-des-Blouin                             | Saint-Barnabé-Sud                             | Montérégie                    | 22 janvier 2014        | 0,09             | 45° 41′ 57″ N, 72° 55′ 19″ O |
| Réserve naturelle du Boisé-des-Douze                              | Saint-Hyacinthe                               | Montérégie                    | 6 octobre 2010         | 0,04             | 45° 37′ 51″ N, 72° 55′ 20″ O |
| Réserve naturelle du Boisé-des-Sœurs-de-l'Assomption              | Nicolet                                       | Centre-du-Québec              | 2 février 2005         | 0,02             | 46° 14′ 17″ N, 72° 36′ 23″ O |
| Réserve naturelle du Boisé-du-Séminaire                           | Nicolet                                       | Centre-du-Québec              | 2 février 2005         | 0,08             | 46° 14′ 09″ N, 72° 36′ 33″ O |
| Réserve naturelle du Boisé-Du Tremblay                            | Boucherville                                  | Montérégie                    | 29 août 2012           | 0,86             | 45° 33′ 12″ N, 73° 24′ 57″ O |
| Réserve naturelle du Boisé-Fisher-Woods                           | Lac-Brome                                     | Montérégie                    | 13 juin 2012           | 0,32             | 45° 14′ 45″ N, 72° 28′ 52″ O |
| Réserve naturelle du Boisé-Papineau                               | Laval                                         | Laval                         | 11 août 2004           | 0,15             | 45° 36′ 22″ N, 73° 41′ 00″ O |
| Réserve naturelle du Boisé-Roger-Lemoine                          | Deux-Montagnes                                | Laurentides                   | 3 janvier 2013         | 0,08             | 45° 32′ 37″ N, 73° 54′ 48″ O |
| Réserve naturelle du Boisé-Tailhandier                            | Saint-Bruno-de-Montarville                    | Montérégie                    | 31 août 2017           | 0,07             | 45° 32′ 08″ N, 73° 19′ 40″ O |
| Réserve naturelle du Canton-de-Shefford                           | Shefford                                      | Montérégie                    | 30 octobre 2013        | 1,45             | 45° 21′ 21″ N, 72° 35′ 59″ O |
| Réserve naturelle du Cerf-de-Virginie-de-la-Gatineau              | Lac-Sainte-Marie                              | Outaouais                     | 28 avril 2010          | 0,52             | 46° 01′ 21″ N, 75° 58′ 18″ O |
| Réserve naturelle du Chemin-Saint-Georges                         | Rigaud                                        | Montérégie                    | 6 avril 2011           | 0,11             | 45° 27′ 18″ N, 74° 17′ 39″ O |
| Réserve naturelle du Coteau-de-la-Rivière-La Guerre               | Saint-Anicet                                  | Montérégie                    | 20 septembre 2006      | 1,11             | 45° 05′ 57″ N, 74° 16′ 26″ O |
| Réserve naturelle du Hameau                                       | Sainte-Catherine-de-Hatley                    | Estrie                        | 13 février 2013        | 0,03             | 45° 15′ 06″ N, 72° 01′ 58″ O |
| Réserve naturelle du Héron-Bleu-et-de-ses-Amis                    | Sutton                                        | Montérégie                    | 10 juillet 2015        | 0,06             | 45° 02′ 32″ N, 72° 32′ 09″ O |
| Réserve naturelle du Lac-Brais                                    | Racine                                        | Estrie                        | 18 janvier 2012        | 1,02             | 45° 28′ 27″ N, 72° 12′ 01″ O |
| Réserve naturelle du Lac-Bran-de-Scie                             | Orford                                        | Estrie                        | 18 janvier 2012        | 0,19             | 45° 24′ 48″ N, 72° 12′ 01″ O |
| Réserve naturelle du Lac-Breeches                                 | Saint-Jacques-le-Majeur-de-Wolfestown         | Chaudière-Appalaches          | 10 février 2012        | 4,2              | 45° 54′ 32″ N, 71° 28′ 51″ O |
| Réserve naturelle du Lac-Brûlé                                    | Sainte-Agathe-des-Monts                       | Laurentides                   | 17 juin 2015           | 1,41             | 46° 06′ 15″ N, 74° 15′ 51″ O |
| Réserve naturelle du Lac-Clair-de-Perthuis                        | Sainte-Christine-d'Auvergne                   | Capitale-Nationale            | 22 juin 2011           | 0,51             | 46° 49′ 42″ N, 72° 05′ 15″ O |
| Réserve naturelle du Lac-des-Elfes                                | Saint-David-de-Falardeau                      | Saguenay–Lac-Saint-Jean       | 11 décembre 2013       | 0,02             | 48° 38′ 37″ N, 71° 05′ 34″ O |
| Réserve naturelle du Lac-du-Brochet                               | Montcalm                                      | Laurentides                   | 24 avril 2013          | 0,71             | 45° 57′ 20″ N, 74° 32′ 39″ O |
| Réserve naturelle du Lac-du-Portage                               | Saint-Théophile                               | Chaudière-Appalaches          | 20 août 2014           | 26,26            | 45° 55′ 39″ N, 70° 16′ 52″ O |
| Réserve naturelle du Lac-Gale                                     | Bromont                                       | Montérégie                    | 4 octobre 2013         | 0,04             | 45° 16′ 13″ N, 72° 41′ 42″ O |
| Réserve naturelle du Lac-Indian                                   | Val-des-Monts                                 | Outaouais                     | 19 novembre 2014       | 0,62             | 45° 40′ 12″ N, 75° 48′ 47″ O |
| Réserve naturelle du Lac-Montjoie                                 | Saint-Denis-de-Brompton                       | Estrie                        | 20 septembre 2006      | 0,14             | 45° 23′ 40″ N, 72° 05′ 31″ O |
| Réserve naturelle du Lac-Notre-Dame                               | Wentworth-Nord                                | Laurentides                   | 24 avril 2013          | 2,13             | 45° 51′ 39″ N, 74° 22′ 26″ O |
| Réserve naturelle du Lac-Vandal                                   | Saint-Mathieu-du-Parc                         | Mauricie                      | 22 août 2012           | 0,02             | 46° 36′ 16″ N, 72° 54′ 51″ O |
| Réserve naturelle du Marais-de-Katevale                           | Sainte-Catherine-de-Hatley                    | Estrie                        | 22 janvier 2014        | 0,5              | 45° 15′ 40″ N, 72° 03′ 50″ O |
| Réserve naturelle du Marais-du-Lac-Mégantic                       | Piopolis                                      | Estrie                        | 1er octobre 2014       | 0,86             | 45° 26′ 51″ N, 70° 52′ 33″ O |
| Réserve naturelle du Marais-Kergus                                | La Motte                                      | Abitibi-Témiscamingue         | 28 mai 2003            | 3,01             | 48° 18′ 31″ N, 78° 08′ 33″ O |
| Réserve naturelle du Marais-Léon-Provancher                       | Portneuf                                      | Chaudière-Appalaches          | 8 décembre 2005        | 1,07             | 46° 43′ 11″ N, 71° 32′ 07″ O |
| Réserve naturelle du Marais-Trépanier                             | Gatineau                                      | Outaouais                     | 4 septembre 2002       | 2,47             | 45° 33′ 20″ N, 75° 21′ 15″ O |
| Réserve naturelle du Marécage-des-Chenaux-de-Vaudreuil            | Vaudreuil-Dorion                              | Montérégie                    | 1er juin 2010          | 0,18             | 45° 25′ 09″ N, 74° 01′ 40″ O |
| Réserve naturelle du Méandre-de-la-Rivière-Vincelotte             | Cap-Saint-Ignace                              | Chaudière-Appalaches          | 6 juillet 2011         | 0,02             | 47° 03′ 35″ N, 70° 27′ 11″ O |
| Réserve naturelle du Mont-Éléphant                                | Potton                                        | Estrie                        | 29 juin 2011           | 2,46             | 45° 08′ 12″ N, 72° 18′ 41″ O |
| Réserve naturelle du Mont-Foster                                  | Bolton-Ouest                                  | Montérégie                    | 21 juin 2006           | 0,05             | 45° 13′ 34″ N, 72° 25′ 27″ O |
| Réserve naturelle du Mont-Rougemont                               | Québec                                        | Montérégie                    | 30 septembre 2009      | 1,8              | 45° 28′ 36″ N, 73° 03′ 17″ O |
| Réserve naturelle du Mont-Saint-Bruno                             | Sainte-Julienne                               | Montérégie                    | 4 janvier 2015         | 0,08             | 45° 33′ 33″ N, 73° 19′ 00″ O |
| Réserve naturelle du Mont-Saint-Grégoire                          | Mont-Saint-Grégoire                           | Montérégie                    | 30 septembre 2009      | 0,34             | 45° 21′ 24″ N, 73° 08′ 55″ O |
| Réserve naturelle du Mont-Yamaska                                 | Saint-Paul-d'Abbotsford                       | Montérégie                    | 27 janvier 2012        | 0,1              | 45° 27′ 06″ N, 72° 50′ 15″ O |
| Réserve naturelle du Parc-des-Falaises                            | Saint-Hippolyte                               | Laurentides                   | 19 mars 2014           | 0,46             | 45° 54′ 01″ N, 74° 04′ 15″ O |
| Réserve naturelle du Parc-Languedoc                               | Tadoussac                                     | Côte-Nord                     | 12 février 2014        | 0,37             | 48° 08′ 18″ N, 69° 41′ 33″ O |
| Réserve naturelle du Parc-Régional-de-Val-David–Val-Morin         | Val-David                                     | Laurentides                   | 2 mars 2016            | 6,07             | 46° 01′ 40″ N, 74° 10′ 30″ O |
| Réserve naturelle du Parc-Scientifique-Bromont                    | Bromont                                       | Montérégie                    | 11 mars 2015           | 2,26             | 45° 18′ 11″ N, 72° 44′ 21″ O |
| Réserve naturelle du Patrimoine-des-Hébert                        | Saint-Célestin                                | Centre-du-Québec              | 5 octobre 2011         | 0,06             | 46° 11′ 37″ N, 72° 25′ 40″ O |
| Réserve naturelle du Père-Louis-Trempe                            | Westmount                                     | Montréal                      | 16 juillet 2014        | 0,01             | 45° 29′ 31″ N, 73° 36′ 59″ O |
| Réserve naturelle du Petit-Canal-à-Salaberry-de-Valleyfield       | Salaberry-de-Valleyfield                      | Montérégie                    | 1er juillet 2009       | 0,16             | 45° 13′ 35″ N, 74° 05′ 07″ O |
| Réserve naturelle du Petit-Domaine-Walden                         | Saint-Georges                                 | Chaudière-Appalaches          | 5 janvier 2011         | 0,03             | 46° 05′ 17″ N, 70° 36′ 17″ O |
| Réserve naturelle du Piémont-du-Mont-Saint-Hilaire                | Mont-Saint-Hilaire                            | Montérégie                    | 16 août 2006           | 0,91             | 45° 32′ 12″ N, 73° 10′ 24″ O |
| Réserve naturelle du Polatouche-de-Villieu                        | Lévis                                         | Chaudière-Appalaches          | 25 mars 2015           | 0,01             | 46° 43′ 20″ N, 71° 19′ 57″ O |
| Réserve naturelle du Pont-à-Chevilles                             | Irlande                                       | Chaudière-Appalaches          | 20 avril 2011          | 0,63             | 46° 03′ 08″ N, 71° 28′ 38″ O |
| Réserve naturelle du Portageur                                    | Saint-Édouard-de-Maskinongé                   | Mauricie                      | 29 septembre 2004      | 0,1              | 46° 20′ 10″ N, 73° 10′ 40″ O |
| Réserve naturelle du Rocher                                       | Ormstown                                      | Montérégie                    | 18 décembre 2013       | 2,25             | 45° 05′ 35″ N, 73° 55′ 08″ O |
| Réserve naturelle du Ruisseau-Chevalier                           | Bromont                                       | Montérégie                    | 30 septembre 2015      | 0,04             | 45° 18′ 35″ N, 72° 36′ 50″ O |
| Réserve naturelle du Ruisseau-Gulf                                | Racine                                        | Estrie                        | 18 janvier 2012        | 0,28             | 45° 29′ 09″ N, 72° 10′ 49″ O |
| Réserve naturelle du Ruisseau-Robert                              | Carignan                                      | Montérégie                    | 7 juillet 2004         | 0,33             | 45° 26′ 43″ N, 73° 21′ 15″ O |
| Réserve naturelle du Ruisseau-Tompkin                             | Ogden                                         | Estrie                        | 1er octobre 2014       | 0,5              | 45° 02′ 47″ N, 72° 12′ 57″ O |
| Réserve naturelle du Sault-à-la-Puce                              | Château-Richer                                | Capitale-Nationale            | 13 octobre 2010        | 0,1              | 46° 59′ 32″ N, 70° 58′ 46″ O |
| Réserve naturelle Edgar-Morier                                    | Saint-Damase                                  | Bas-Saint-Laurent             | 16 avril 2014          | 0,08             | 45° 28′ 58″ N, 73° 02′ 49″ O |
| Réserve naturelle France-Mackeen                                  | Lac-Brome                                     | Montérégie                    | 1er mai 2013           | 0,02             | 45° 13′ 04″ N, 72° 30′ 12″ O |
| Réserve naturelle Gault-de-l'Université-McGill                    | Mont-Saint-Hilaire                            | Montérégie                    | 10 juin 2004           | 9,7              | 45° 33′ 08″ N, 73° 09′ 50″ O |
| Réserve naturelle Hank-Rotherham                                  | Lac-Brome                                     | Montérégie                    | 5 janvier 2013         | 0,43             | 45° 16′ 43″ N, 72° 33′ 00″ O |
| Réserve naturelle Jean-Paul-Riopelle                              | Saint-Antoine-de-l'Isle-aux-Grues             | Chaudière-Appalaches          | 22 octobre 2014        | 0,48             | 47° 02′ 36″ N, 70° 34′ 03″ O |
| Réserve naturelle John-Withall                                    | Sutton                                        | Montérégie                    | 3 février 2016         | 0,24             | 45° 03′ 27″ N, 72° 36′ 25″ O |
| Réserve naturelle Madakik                                         | Melbourne                                     | Estrie                        | 18 janvier 2012        | 0,07             | 45° 37′ 36″ N, 72° 07′ 00″ O |
| Réserve naturelle Madeleine-Gingras-Potvin                        | Orford                                        | Estrie                        | 30 avril 2014          | 1,15             | 45° 25′ 43″ N, 72° 11′ 18″ O |
| Réserve naturelle Materne                                         | Sainte-Julienne                               | Lanaudière                    | 18 avril 2012          | 0,04             | 45° 59′ 03″ N, 73° 46′ 06″ O |
| Réserve naturelle Milarepa                                        | Frelighsburg                                  | Montérégie                    | 1er mai 2011           | 0,2              | 45° 03′ 57″ N, 72° 43′ 04″ O |
| Réserve naturelle Namasté                                         | Sainte-Julienne                               | Montérégie                    | 22 avril 2015          | 0,11             | 45° 37′ 47″ N, 73° 19′ 51″ O |
| Réserve naturelle North River Farm                                | Mirabel                                       | Chaudière-Appalaches          | 5 septembre 2014       | 0,1              | 45° 40′ 40″ N, 74° 12′ 45″ O |
| Réserve naturelle Patrick-Deehy                                   | Bolton-Est                                    | Estrie                        | 16 octobre 2013        | 0,07             | 45° 14′ 50″ N, 72° 18′ 20″ O |
| Réserve naturelle Price Woods                                     | Lac-Brome                                     | Montérégie                    | 21 juillet 2010        | 0,57             | 45° 17′ 59″ N, 72° 30′ 28″ O |
| Réserve naturelle Quilliams-Durrull                               | Lac-Brome                                     | Montérégie                    | 1er mai 2013           | 0,81             | 45° 16′ 18″ N, 72° 29′ 32″ O |
| Réserve naturelle Sûre-la-Montagne                                | Hérouxville                                   | Mauricie                      | 24 juillet 2013        | 0,13             | 46° 42′ 44″ N, 72° 39′ 40″ O |
| Réserve naturelle Thomas-Boyd-Stanger                             | Magog                                         | Estrie                        | 17 novembre 2010       | 0,02             | 45° 12′ 46″ N, 72° 10′ 52″ O |
| Réserve naturelle Thomas-Weldon                                   | Sutton                                        | Montérégie                    | 20 juin 2012           | 0,04             | 45° 03′ 34″ N, 72° 36′ 17″ O |
| Réserve naturelle Tyre-Macfarlane                                 | Potton                                        | Estrie                        | 26 novembre 2014       | 0,12             | 45° 08′ 24″ N, 72° 22′ 09″ O |
| Réserve naturelle Walbridge                                       | Notre-Dame-de-Stanbridge                      | Montérégie                    | 8 octobre 2016         | 0,2              | 45° 09′ 07″ N, 72° 59′ 29″ O |
| Réserve naturelle William-Godfrey-le-Maistre                      | Dunham                                        | Montérégie                    | 4 février 2015         | 0,36             | 45° 09′ 02″ N, 72° 50′ 55″ O |
| Réserve naturelle William-R.-J.-Oliver                            | Sainte-Agathe-des-Monts                       | Laurentides                   | 21 juin 2006           | 0,62             | 46° 05′ 00″ N, 74° 17′ 54″ O |
| Réserve naturelle Zuyderland                                      | Sutton                                        | Montérégie                    | 25 juin 2014           | 0,18             | 45° 06′ 24″ N, 72° 41′ 02″ O |